# Argidia palmipes
Argidia palmipes är en fjärilsart som beskrevs av Achille Guenée 1852. Argidia palmipes ingår i släktet Argidia och familjen nattflyn. Inga underarter finns listade i Catalogue of Life.